# آرپاد اوربان
آرپاد اوربان (مجاری: Orbán Árpád; ۱۴ مارس ۱۹۳۸ – ۲۶ آوریل ۲۰۰۸) بازیکن فوتبال اهل مجارستان بود.
از باشگاه‌هایی که در آن بازی کرده‌است می‌توان به باشگاه فوتبال دیوری ای‌تی‌او اشاره کرد.
وی به‌همراه تیم ملی فوتبال مجارستان در بازی‌های المپیک تابستانی ۱۹۶۴ به مقام قهرمانی دست پیدا کرده‌است.